# David Seikel
David Paul Seikel (2. ledna 1948, Harrah, Oklahoma – 7. února 2012, Praha) byl americký právník, který strávil podzim svého života v Praze, kde se podílel na výchově mladé právnické generace.

## Život
Narodil se v americké Oklahomě v městečku Harrah nedaleko Oklahoma City jako jediné dítě rodičů Paula and Janice Seikelových.
Absolvoval střední školu St. Gregory's High School v Shawnee v Oklahomě. Následně nejprve studoval na University of Houston, kde dosáhl bakalářského stupně v oboru politologie (1969), poté vystudoval práva na University of Texas v Austinu (1972). Během studia práv nalezl zálibu v tzv. moot courtech – právnických soutěžích spočívajících v simulovaném soudním řízení. Mimořádného úspěchu dosáhl mimo jiné v prestižní soutěži The Philip C. Jessup International Law Moot Court Competition, kde jeho tým v roce 1971 zvítězil a on získal cenu pro nejlepšího řečníka.
Roku 1972 získal texaskou advokátní licenci. Od té doby věnoval kariéře advokáta, povětšinou ve státě Texas. Působil postupně v advokátních kancelářích Bracewell & Giuliani LLP v Houstonu, Johnson & Swanson LLP v Dallasu a Morris Campbell & Seikel PC v Houstonu. V posledních letech kariéry ve Spojených státech pracoval jako samostatný advokát – nejprve stále v Texasu, později ve státech Oregon a Washington.
Ještě v letech jeho aktivní advokátní praxe se stalo jeho vášní cestování. V osmdesátých letech navštívil řadu států světa a dokonce se krátce usadil v nepálském Káthmándú. V polovině devadesátých let advokátní praxe zanechal a relativně předčasně odešel na odpočinek, aby se mohl věnovat vychutnávání si života, mimo jiné právě při putování po vzdálených zemích. Nějaký čas pobýval v tureckém Istanbulu a nakonec se někdy začátkem 21. století (patrně v roce 2001 nebo 2002) trvale usadil v Praze, kterou si velmi oblíbil.
V České republice nalezl záhy nové uplatnění jako spolupracovník a podporovatel Právnické fakulty Univerzity Karlovy a jejích studentů a studentského spolku Common Law Society. Působil jako trenér týmů Právnické fakulty UK v různých právnických soutěžích a dočasně též jako pedagog na této fakultě.
Zemřel začátkem února 2012 ve věku 64 let ve spánku ve svém pražském bytě, kde byl nalezen až s delším odstupem. Příčina smrti nebyla přesně určena. Jako možnost byla uváděna krevní sraženina způsobená pádem na ledě nebo vnitřní krvácení.
Seikel se nikdy neoženil a zemřel bezdětný.

## Vzdělávací činnost v České republice
Brzy po svém příchodu do Prahy David Seikel vešel v kontakt se studenty a pedagogy Právnické fakulty Univerzity Karlovy a s tamním studentským spolkem Common Law Society.
- V akademickém roce 2003/2004 poprvé působil jako kouč a poradce týmu Právnické fakulty UK v mezinárodní soutěži The Philip C. Jessup International Law Moot Court Competition, v níž kdysi sám exceloval. Stejné role se ujal i v akademickém roce 2004/2005.
- V akademickém roce 2004/2005 vyučoval na Právnické fakultě UK volitelný předmět Legal Advocacy: How to Prepare and Present An International Law Moot Court Case.
- V akademických letech 2005/2006 a 2006/2007 byl koučem a poradcem týmů Právnické fakulty UK v soutěži Central and Eastern European Moot Court Competition. Jeho týmy v obou těchto ročnících zaznamenaly v této soutěži významné úspěchy.
- V akademickém roce 2006/2007 byl národním koordinátorem pro Českou republiku pro soutěž The Philip C. Jessup International Law Moot Court Competition.
- V akademických letech 2009/2010 až 2011/2012 byl poradcem a rozhodcem v právnické soutěži Willem C. Vis International Commercial Arbitration Moot.[4]

Spolek Common Law Society mu za zásluhy udělil čestné členství.

## Citát
Look good, feel good, make sense.
(Volný překlad: Ať vypadáte dobře, cítíte se dobře a ať to, co říkáte, dává smysl.)
David Seikel - návod soutěžícím v mootcourtové soutěži, jak hovořit před soudem, (M. Tomoszek, M. Kopa, Z. Adameová Moot Court ve výuce práva Metodická prírucka pro studenty i pedagogy, Univerzita Palackého, 2012)